# 鹤形目
鹤形目（學名：Gruiformes）在生物分类学上是鸟纲中的一个目。在2020年的一份研究中認為與鴴形目（Charadriiformes）親緣相近。
1. ↑  Kuhl, H.; Frankl-Vilches, C.; Bakker, A.; Mayr, G.; Nikolaus, G.; Boerno, S. T.; Klages, S.; Timmermann, B.; Gahr, M. . Molecular Biology and Evolution. 2020: 143. PMC 7783168 . doi:10.1093/molbev/msaa191 .